# Nedre Agnsjön
Nedre Agnsjön är en sjö i Karlshamns kommun i Blekinge och ingår i Bräkneån-Mieåns kustområde.